# Городище (Марківська селищна громада)
Городи́ще — село в Україні, у Марківській селищній громаді Старобільського району Луганської області. Населення становить 130 осіб.